# Замшин, Андрей Иванович
Андрей Ива́нович За́мшин (15 июля 1862, Варшава, Российская империя — прим. 1933, Ленинград, СССР) — действительный статский советник, доктор медицины, профессор и директор Повивального гинекологического института.

## Биография
Родился в семье генерал-лейтенанта Ивана Андреевича Замшина. В 1880 году окончил курс 1-й Варшавской гимназии, после чего поступил на медицинский факультет Императорского Варшавского университета. Впоследствии перевёлся в Императорскую военно-медицинскую академию, которую окончил 2 ноября 1885 года вторым по успеваемости, с отличием и премией, учреждённой действительным статским советником Ивановым.
17 ноября того же года по Высочайшему приказу был назначен младшим врачом в 39-й пехотный Томский полк Его Императорского Высочества. Однако, не успев отправиться к месту службы, уже 10 декабря был переведён Главным военно-медицинским управлением в той же должности в клинический военный госпиталь. 24 мая 1888 года был признан доктором медицины Военно-медицинской академией.

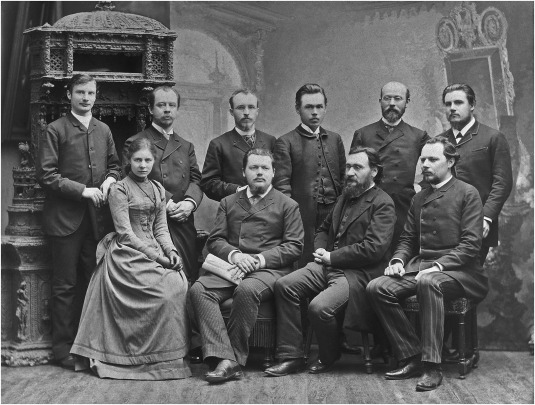
А. И. Замшин в 1890 году, сидит второй слева. Между О. Н. Мечниковой и И. И. Мечниковым.

23 марта 1891 года в Военно-медицинской академии Андрей Иванович прочитал лекцию на тему: «Самозаражение („естественное заражение“) с бактериологической и экспериментальной точек зрения» в рамках процедуры получения звания приват-доцента по кафедре акушерства и женских болезней. Лекция была основана на результатах научных исследований, проведённых им в 1889—1890 годах в лаборатории И. И. Мечникова и в Институте Пастера.
9 мая 1891 года избран приват-доцентом академии по кафедре акушерства и женских болезней. 30 ноября того же года назначен врачом для командировок при клиническом военном госпитале. 7 марта 1893 года зачислен в запас чиновников военно-медицинского ведомства. Приказом Министерства внутренних дел от 19 марта 1893 года назначен старшим ординатором с присвоением звания профессора Повивального института.
С 23 апреля по 15 октября 1893 года временно исполнял обязанности директора Повивального института, а 27 сентября был зачислен вторым профессором. 10 февраля 1897 года утверждён в звании консультанта Максимилиановской лечебницы. В дальнейшем занимал должности помощника директора и профессора Повивального института. С 1 января 1906 года — в чине действительного статского советника.
В 1910-х годоах, в летний сезон, занимался частной практикой и консультированием по женским боленям в курортном городе Нарва-Йыэсуу. Был активным членом комиссии по благоустройству города. Кроме того, Андрей Замшин сдавал 8 комнат своего дома отдыхающим в Эстляндской губернии. Был активным членом комиссии по благоустройству города.
В 1912 году приобрёл дачу в Полюстрово под Петербургом. Впоследствии улица, на которой находилась его собственность, получила название Замшина улица.
Дата смерти точно не установлена, но известно, что он был жив по крайней мере до 1933 года.

## Адреса
- Набережная реки Фонтанки, 127[11]
- Университетская наб., 3[12]
- Троицкая ул., 38[13]
- Набережная реки Фонтанки, 116. кв. 11.[14]

## Награды
- Орден Святой Анны 3-й ст.
- Орден Святого Владимира 4-й ст.
- Орден Святой Анны 2-й ст.
- Орден Святого Станислава 2-й ст.
- Орден Красного Креста 2-й ст.
- Медаль «В память царствования императора Александра III»
- Медаль «В память русско-японской войны»

## Труды
- Наблюдение над функцией мочеточников у человека / [Соч.] А. И. Замшина. [Санкт-Петербург : тип. М. М. Стасюлевича, 1887]
- (К вопросу о кесарском сечении при относительном показании : Дис. на степ. д-ра мед. А. И. Замшина, орд. Акад. акуш.-гинекол. клиники проф. А. И. Лебедева, врача-экстерна С.-Петерб. родовспомогат. заведения / Из Клиники проф. А. И. Лебедева. Санкт-Петербург : тип. Листка объявлений Р. Лаференц, 1888)
- «Самозаражение» («естественное заражение») с бактериологической и экспериментальной точек зрения : (Проб. лекция, прочит. 23 марта 1891 г. перед Конф. В.-м. акад. для получения звания частн. преподавателя акушерства и жен. болезней) / [Соч.] Ч. пр. А. И. Замшина; Из Лаб. проф. И. И. Мечникова в Ин-те Pasteur’а в Париже. [Санкт-Петербург] : тип. Я. Трея, ценз. 1892.
- Общие статистические сведения / [Соч.] Проф. А. И. Замшина. [Санкт-Петербург] : Гос. тип., [1911]